# Reportaź s asfal'ta
Reportaź s asfal'ta è un cortometraggio del 1972 diretto da Vadim Abdrashitov.

## Trama
Mostra riprese della vita cittadina di tutti i giorni riprendendo le strade, le case, le automobili e tutto quanto compone una giornata ordinaria.